# Emmons (Minnesota)
Emmons es una ciudad ubicada en el condado de Freeborn en el estado estadounidense de Minnesota. En el Censo de 2010 tenía una población de 391 habitantes y una densidad poblacional de 188,47 personas por km².

## Geografía
Emmons se encuentra ubicada en las coordenadas 43°30′16″N 93°28′56″O / 43.50444, -93.48222. Según la Oficina del Censo de los Estados Unidos, Emmons tiene una superficie total de 2.07 km², de la cual 2.06 km² corresponden a tierra firme y (0.87%) 0.02 km² es agua.

## Demografía
Según el censo de 2010, había 391 personas residiendo en Emmons. La densidad de población era de 188,47 hab./km². De los 391 habitantes, Emmons estaba compuesto por el 96.42% blancos, el 0% eran afroamericanos, el 0.26% eran amerindios, el 0% eran asiáticos, el 0% eran isleños del Pacífico, el 0.77% eran de otras razas y el 2.56% pertenecían a dos o más razas. Del total de la población el 4.6% eran hispanos o latinos de cualquier raza.